# Saint-Martinien
Saint-Martinien est une commune française, située dans le département de l'Allier en région Auvergne-Rhône-Alpes.

## Géographie

### Localisation
Saint-Martinien est un petit bourg situé en périphérie ouest de Montluçon.
La commune se trouve dans la région naturelle de la Châtaigneraie bourbonnaise. En géographie vitivinicole, Saint-Martinien fait partie des communes viticoles du vignoble de la Loire. Cela dit un seul label peut y être produit : l'IGP Val de Loire.
Elle fait partie de l'aire d'attraction de Montluçon, ainsi que de la zone d'emploi et  du bassin de vie de cette même ville.

### Communes limitrophes
Les communes limitrophes sont  Archignat, Huriel, Lamaids, Nouhant et Quinssaines.

### Géologie et relief
La superficie de la commune est de 25,48 km2 ; son altitude varie de 344  à   557 mètres.
Une carrière de granit bleu a été exploitée à Jarges.

### Hydrographie

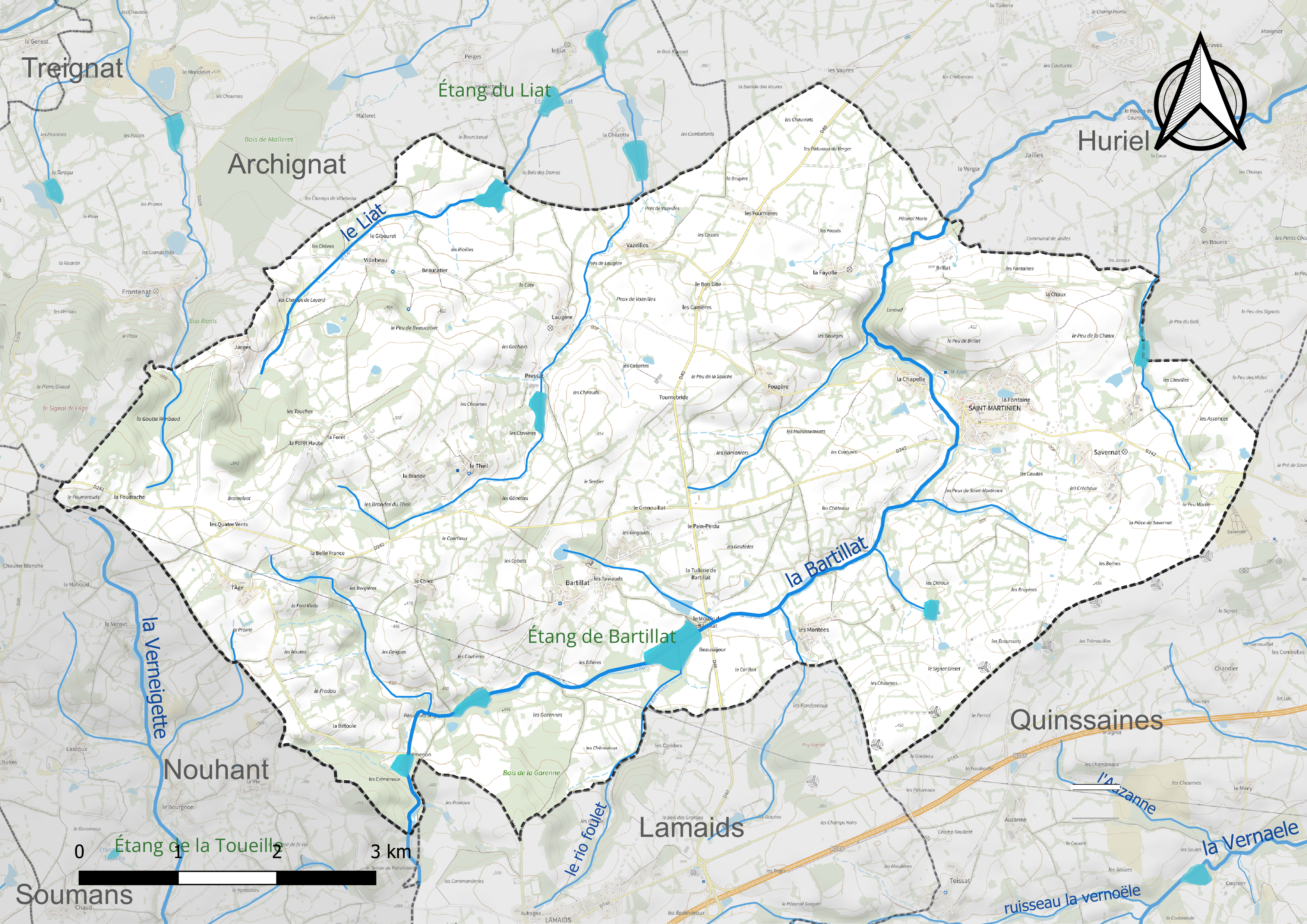
Carte hydrographique de la commune.

La commune est drainée par le Bartillat, ainsi que d’autres petits cours d'eau.

### Climat
Pour des articles plus généraux, voir Climat d'Auvergne-Rhône-Alpes et Climat de l'Allier.
En 2010, le climat de la commune est de type climat océanique dégradé des plaines du Centre et du Nord, selon une étude du CNRS s'appuyant sur une série de données couvrant la période 1971-2000. En 2020, Météo-France publie une typologie des climats de la France métropolitaine dans laquelle la commune est exposée à un climat de montagne ou de marges de montagne et est dans la région climatique Ouest et nord-ouest du Massif Central, caractérisée par une pluviométrie annuelle de 900 à 1 500 mm, maximale en automne et en hiver.
Pour la période 1971-2000, la température annuelle moyenne est de 10,5 °C, avec une amplitude thermique annuelle de 15,1 °C. Le cumul annuel moyen de précipitations est de 823 mm, avec 11,9 jours de précipitations en janvier et 7,5 jours en juillet. Pour la période 1991-2020, la température moyenne annuelle observée sur la station météorologique de Météo-France la plus proche, sur la commune de Montluçon à 10 km à vol d'oiseau, est de 12,0 °C et le cumul annuel moyen de précipitations est de 637,1 mm,. Pour l'avenir, les paramètres climatiques de la commune estimés pour 2050 selon différents scénarios d'émission de gaz à effet de serre sont consultables sur un site dédié publié par Météo-France en novembre 2022.

## Urbanisme

### Typologie
Au 1er janvier 2024, Saint-Martinien est catégorisée commune rurale à habitat dispersé, selon la nouvelle grille communale de densité à 7 niveaux définie par l'Insee en 2022.
Elle est située hors unité urbaine. Par ailleurs la commune fait partie de l'aire d'attraction de Montluçon, dont elle est une commune de la couronne,. Cette aire, qui regroupe 58 communes, est catégorisée dans les aires de 50 000 à moins de 200 000 habitants,.

### Occupation des sols

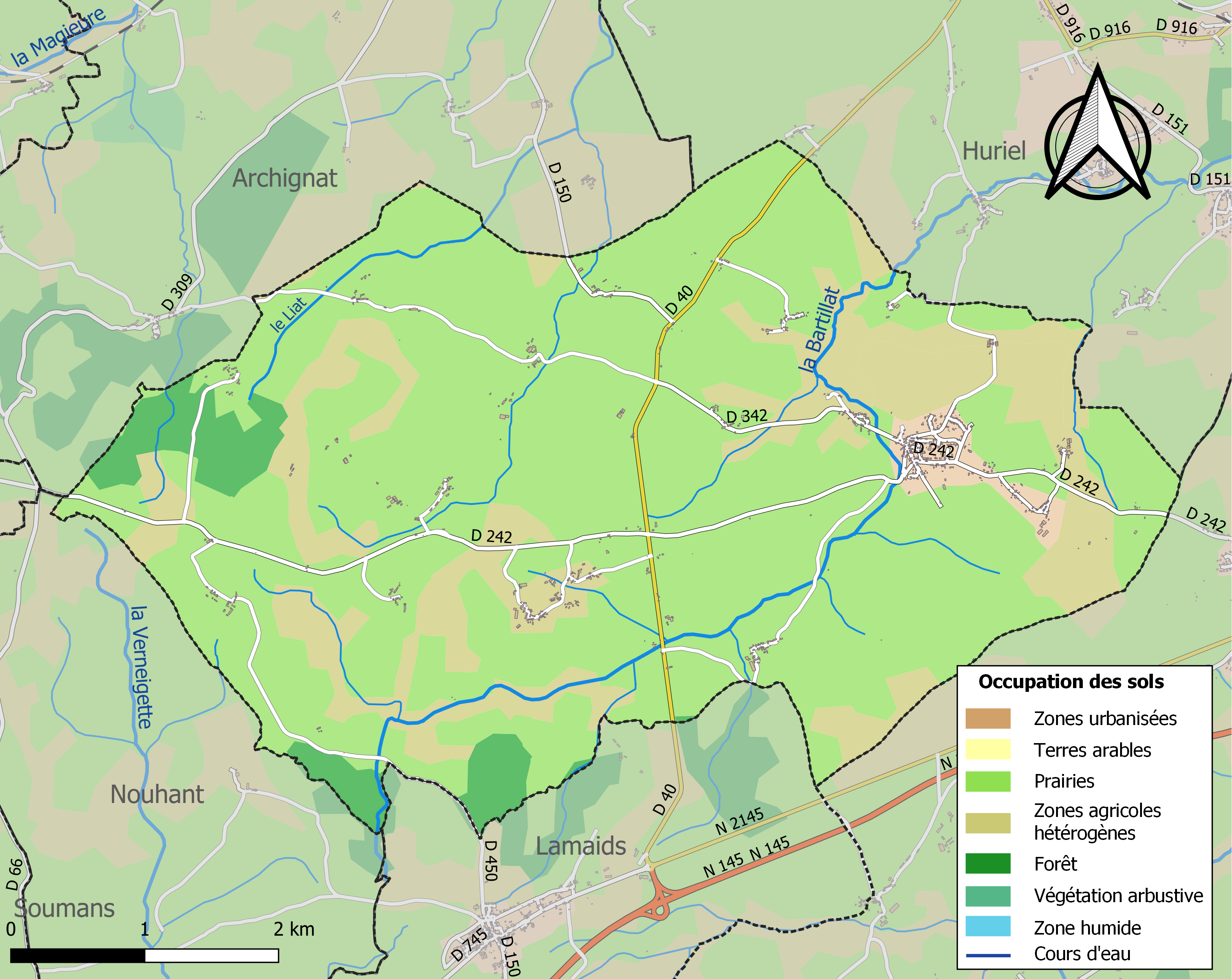
Carte des infrastructures et de l'occupation des sols de la commune en 2018 (CLC).

L'occupation des sols de la commune, telle qu'elle ressort de la base de données européenne d’occupation biophysique des sols Corine Land Cover (CLC), est marquée par l'importance des territoires agricoles (93,4 % en 2018), une proportion sensiblement équivalente à celle de 1990 (94,2 %). La répartition détaillée en 2018 est la suivante : 
prairies (73,7 %), zones agricoles hétérogènes (19,7 %), forêts (4,7 %), zones urbanisées (1,9 %).
L'IGN met par ailleurs à disposition un outil en ligne permettant de comparer l’évolution dans le temps de l’occupation des sols de la commune (ou de territoires à des échelles différentes). Plusieurs époques sont accessibles sous forme de cartes ou photos aériennes : la carte de Cassini (XVIIIe siècle), la carte d'état-major (1820-1866) et la période actuelle (1950 à aujourd'hui).

### Habitat et logement
En 2020, le nombre total de logements dans la commune était de 306, alors qu'il était de 299 en 2015 et de 300 en 2010.
Parmi ces logements, 79 % étaient des résidences principales, 4,9 % des résidences secondaires et 16,1 % des logements vacants. Ces logements étaient pour 97,7 % d'entre eux des maisons individuelles et pour 2 % des appartements.
Le tableau ci-dessous présente la typologie des logements à Saint-Martinien en 2020 en comparaison avec celle de l'Allier et de la France entière. Une caractéristique marquante du parc de logements est ainsi la faible proportion des résidences secondaires et logements occasionnels (4,9 %) par rapport au département (7,2 %) et à la France entière (9,7 %).
| Typologie                                               | Saint-Martinien | Allier | France entière |
| ------------------------------------------------------- | --------------- | ------ | -------------- |
| Résidences principales (en %)                           | 79              | 77,9   | 82,1           |
| Résidences secondaires et logements occasionnels (en %) | 4,9             | 7,2    | 9,7            |
| Logements vacants (en %)                                | 16,1            | 14,9   | 8,2            |

## Toponymie
Le nom de la commune est celui du saint-patron de la paroisse, Saint-Martinien.

## Histoire
Les vestiges d'une villa gallo-romaine du IIe siècle apr. J.-C.ont été découverts au lieu-dit « Peu de Brillat », composée de plusieurs pièces carrelées s’ouvrant sur une cour intérieure au milieu de laquelle se trouve une fontaine.

### Moyen Âge
À côté de la villa antique  se trouve une nécropole mérovingienne de plusieurs sarcophages.
Sur le plateau de Savernat, un énorme mégalithe, la Pierre d’Anne ou la Pierre de l’Anne, a été utilisé pendant longtemps comme borne de limite de justice. A son pied, on a trouvé les fragments d’une urne en verre bleuté ce qui pourrait suggérer que ce lieu a servi de sépulture.

### Époque contemporaine

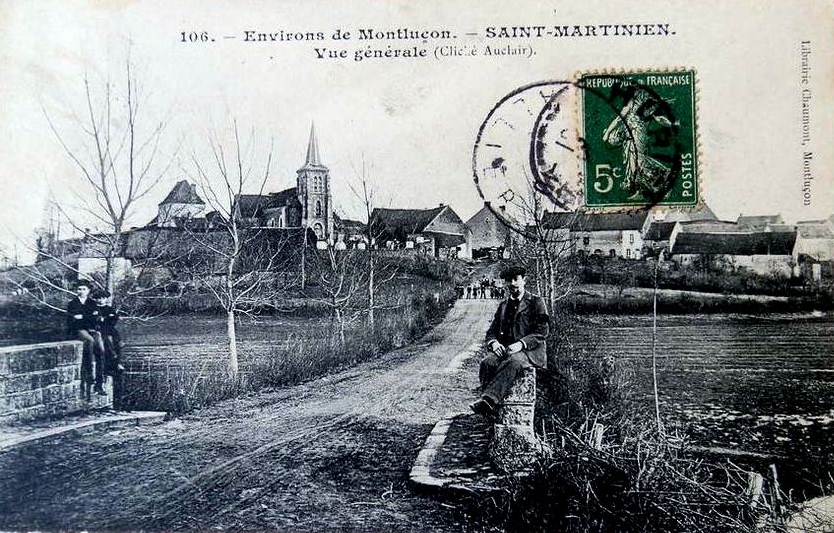
Saint-Martinien au tout début du XXe siècle.

## Politique et administration

### Rattachements administratifs et électoraux

#### Rattachements administratifs
La commune se trouve dans l'arrondissement de Montluçon du département de l'Allier.
Elle faisait partie depuis 1793 du canton de Huriel. Dans le cadre du redécoupage cantonal de 2014 en France, cette circonscription administrative territoriale a disparu, et le canton n'est plus qu'une circonscription électorale.

#### Rattachements électoraux
Pour les élections départementales, la commune fait partie depuis 2014 d'un nouveau canton de Huriel, porté de 14 à 31 communes.
Pour l'élection des députés, elle fait partie de la deuxième circonscription de l'Allier.

### Intercommunalité
Saint-Martinien est membre de la communauté de communes du Pays d'Huriel, un établissement public de coopération intercommunale (EPCI) à fiscalité propre créé en 2001 et auquel la commune a transféré un certain nombre de ses compétences, dans les conditions déterminées par le code général des collectivités territoriales.

### Liste des maires
| Période                                  | Période                      | Identité              | Étiquette | Qualité                                                             |
| ---------------------------------------- | ---------------------------- | --------------------- | --------- | ------------------------------------------------------------------- |
| Les données manquantes sont à compléter. |                              |                       |           |                                                                     |
|                                          |                              |                       |           |                                                                     |
| mars 1989                                | mars 2008                    | Michel Robert         | DVD       |                                                                     |
| mars 2008                                | mai 2020                     | Marie-Pascale Mervaux |           | Retraitée de l'enseignement                                         |
| mai 2020                                 | février 2023                 | Jean-Marie Lamotte    |           | Professeur retraité d'économie au lycée Paul-Contans Démissionnaire |
| mai 2023                                 | En cours (au 9 janvier 2024) | Pierre Nowak          |           | Formateur retraité                                                  |

## Équipements et services publics
La commune dispose d'un centre social, l'espace Mosaïque, qui relève de l'intercommunalité

## Population et société

### Démographie
L'évolution du nombre d'habitants est connue à travers les recensements de la population effectués dans la commune depuis 1793. Pour les communes de moins de 10 000 habitants, une enquête de recensement portant sur toute la population est réalisée tous les cinq ans, les populations de référence des années intermédiaires étant quant à elles estimées par interpolation ou extrapolation. Pour la commune, le premier recensement exhaustif entrant dans le cadre du nouveau dispositif a été réalisé en 2007.

En 2022, la commune comptait 595 habitants, en évolution de −2,46 % par rapport à 2016 (Allier : −1,38 %, France hors Mayotte : +2,11 %).
| 1793 | 1800 | 1806 | 1821 | 1831 | 1836 | 1841 | 1846 | 1851 |
| ---- | ---- | ---- | ---- | ---- | ---- | ---- | ---- | ---- |
| 577  | 598  | 582  | 696  | 731  | 786  | 744  | 775  | 804  |

| 1856 | 1861 | 1866 | 1872 | 1876 | 1881 | 1886 | 1891 | 1896 |
| ---- | ---- | ---- | ---- | ---- | ---- | ---- | ---- | ---- |
| 732  | 703  | 719  | 768  | 756  | 824  | 883  | 935  | 926  |

| 1901 | 1906 | 1911 | 1921 | 1926 | 1931 | 1936 | 1946 | 1954 |
| ---- | ---- | ---- | ---- | ---- | ---- | ---- | ---- | ---- |
| 865  | 831  | 819  | 740  | 671  | 656  | 643  | 554  | 584  |

| 1962 | 1968 | 1975 | 1982 | 1990 | 1999 | 2006 | 2007 | 2012 |
| ---- | ---- | ---- | ---- | ---- | ---- | ---- | ---- | ---- |
| 552  | 525  | 441  | 474  | 533  | 518  | 594  | 605  | 627  |

| 2017 | 2022 | - | - | - | - | - | - | - |
| ---- | ---- | - | - | - | - | - | - | - |
| 602  | 595  | - | - | - | - | - | - | - |

## Culture locale et patrimoine

### Lieux et monuments
- Église Saint-Martinien, reconstruite sur une ancienne église romane des XIVe et XVe siècles dont les murs de la nef datant du XIIe siècle ont été conservés.
Elle comprfend deux chapelles seigneuriales voûtées, l’une couverte d’un berceau, l’autre voûtée d’une croisée d’ogives reposant sur des culs-de-lampe à écussons ornés des armes de la famille de Beaucaire[3]

L'église Saint-Martinien
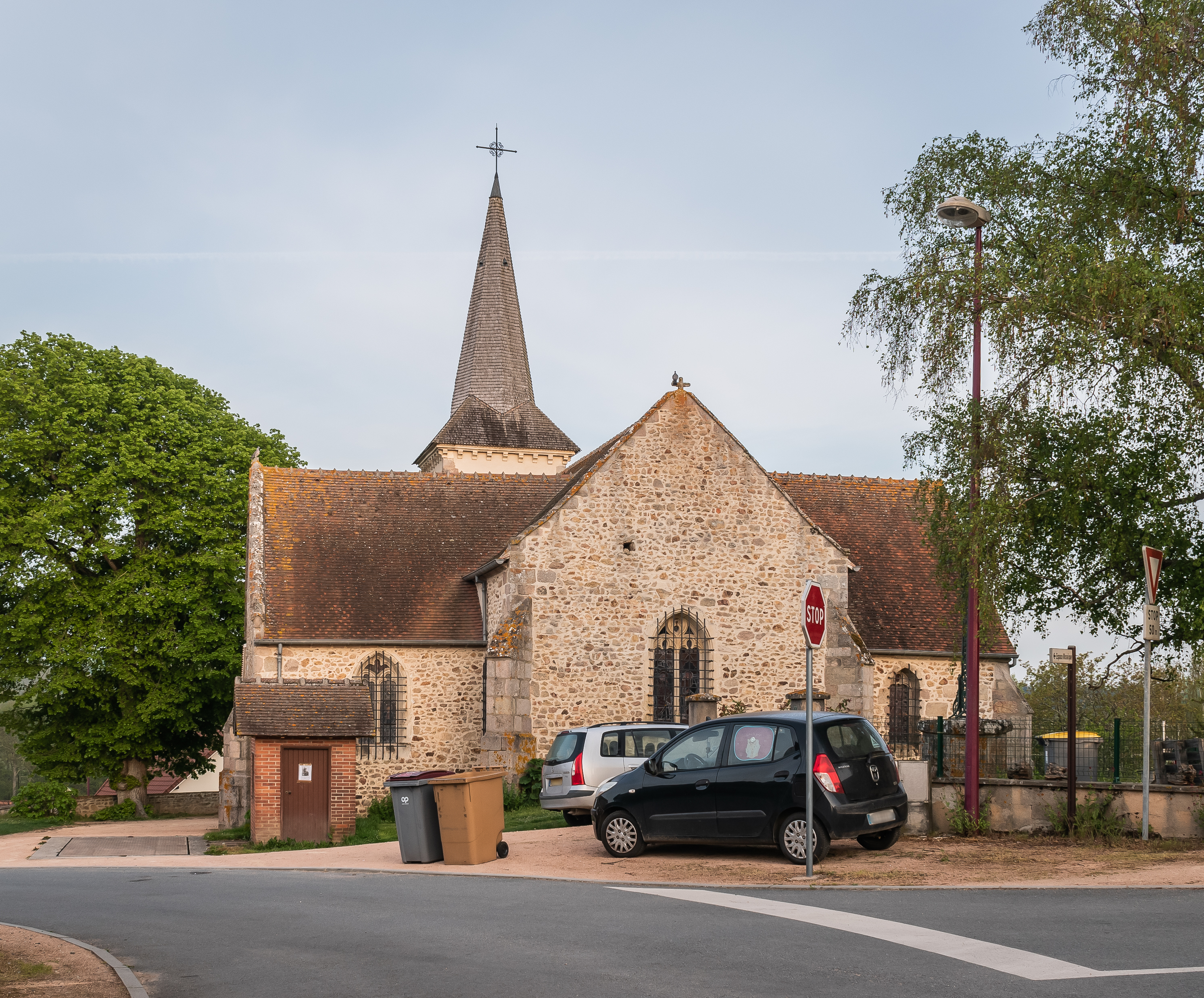
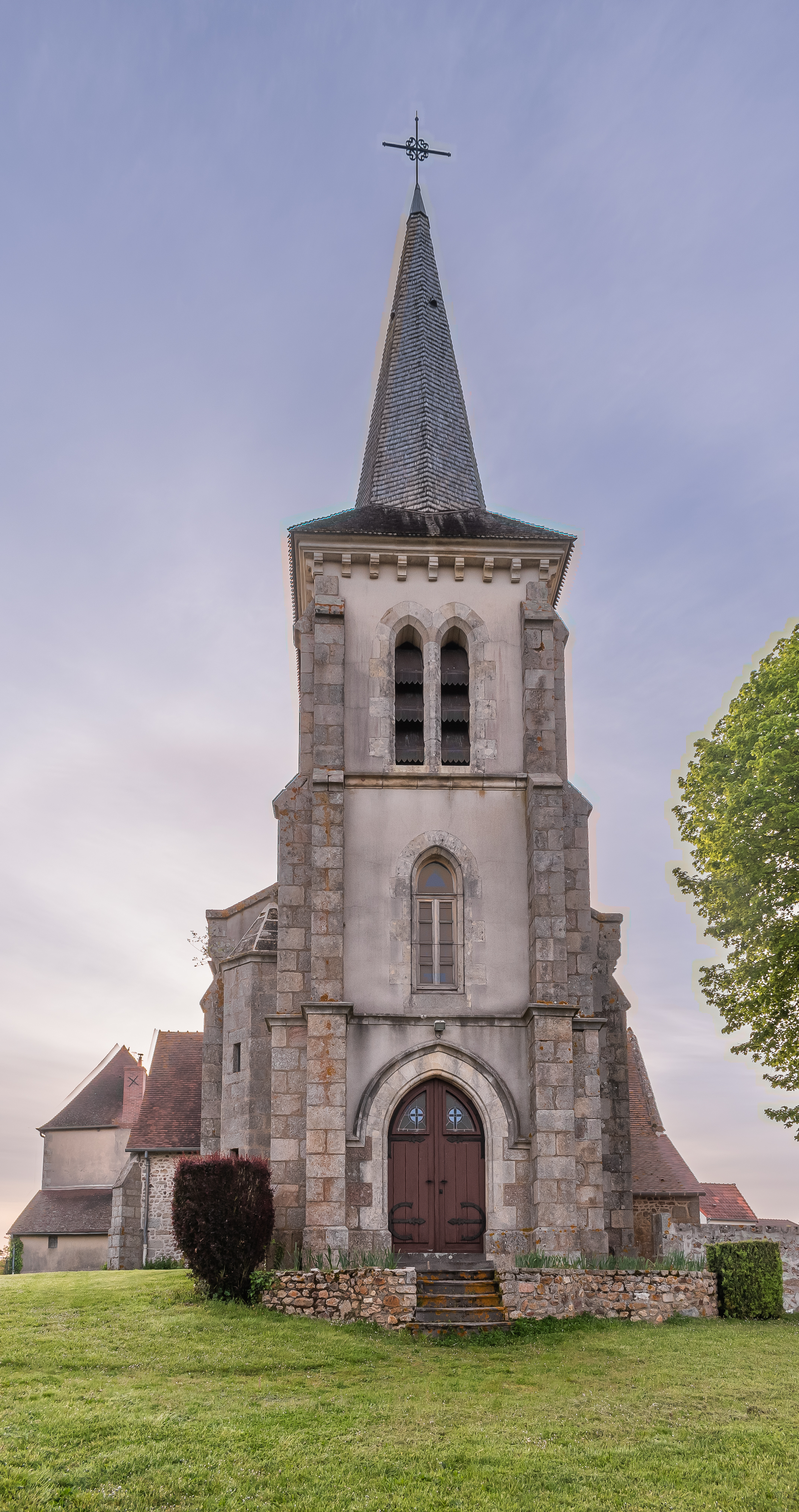
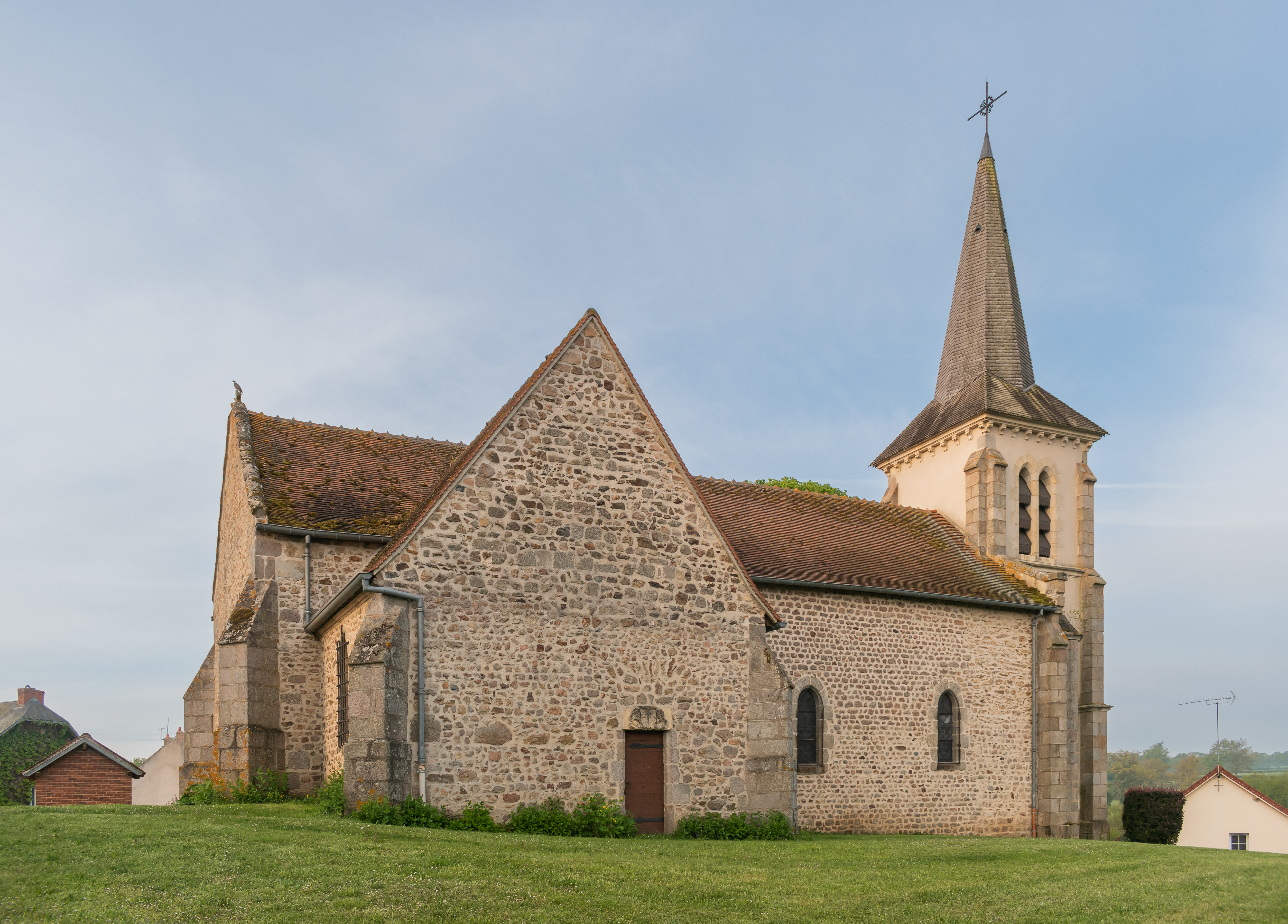
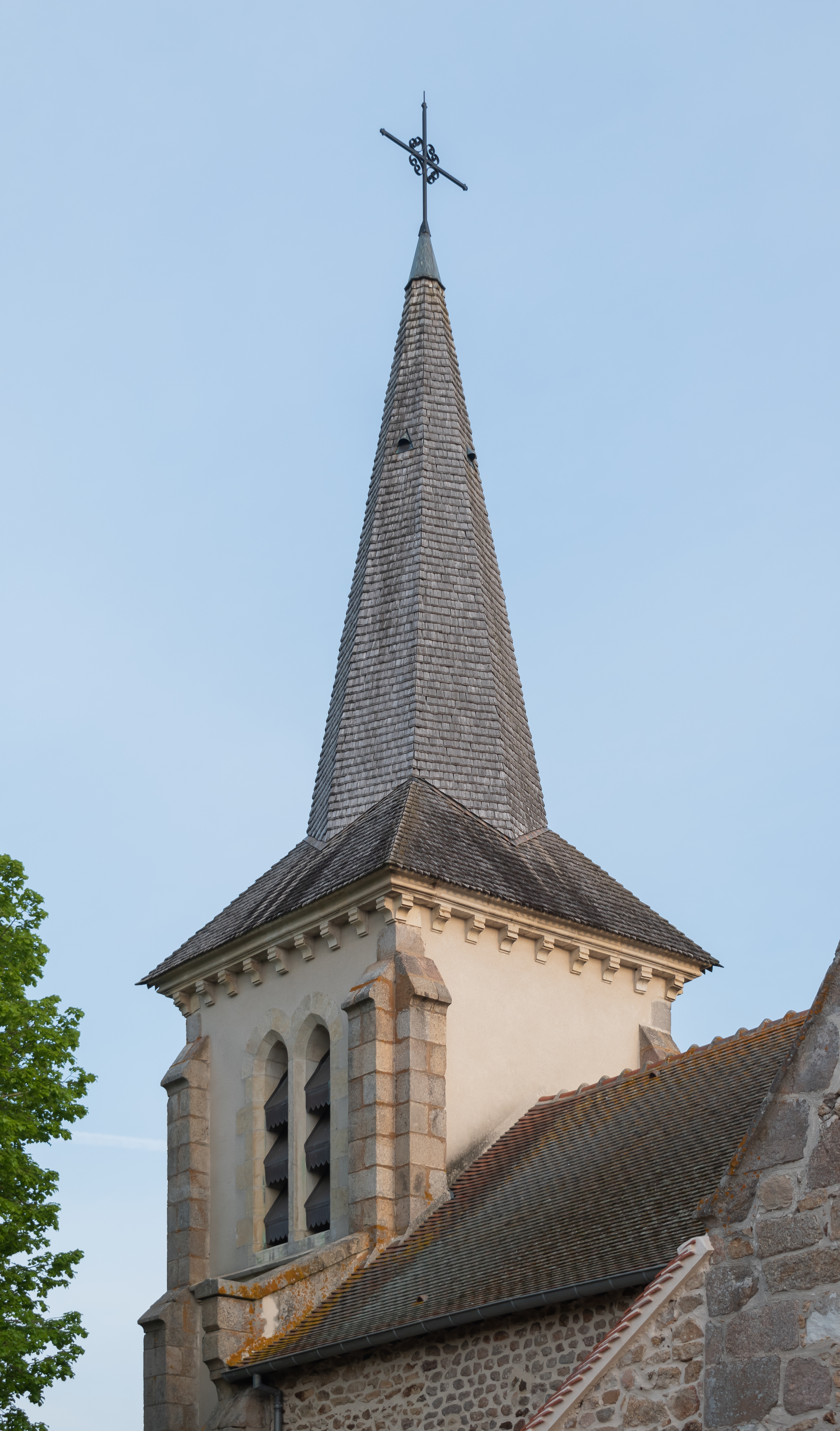
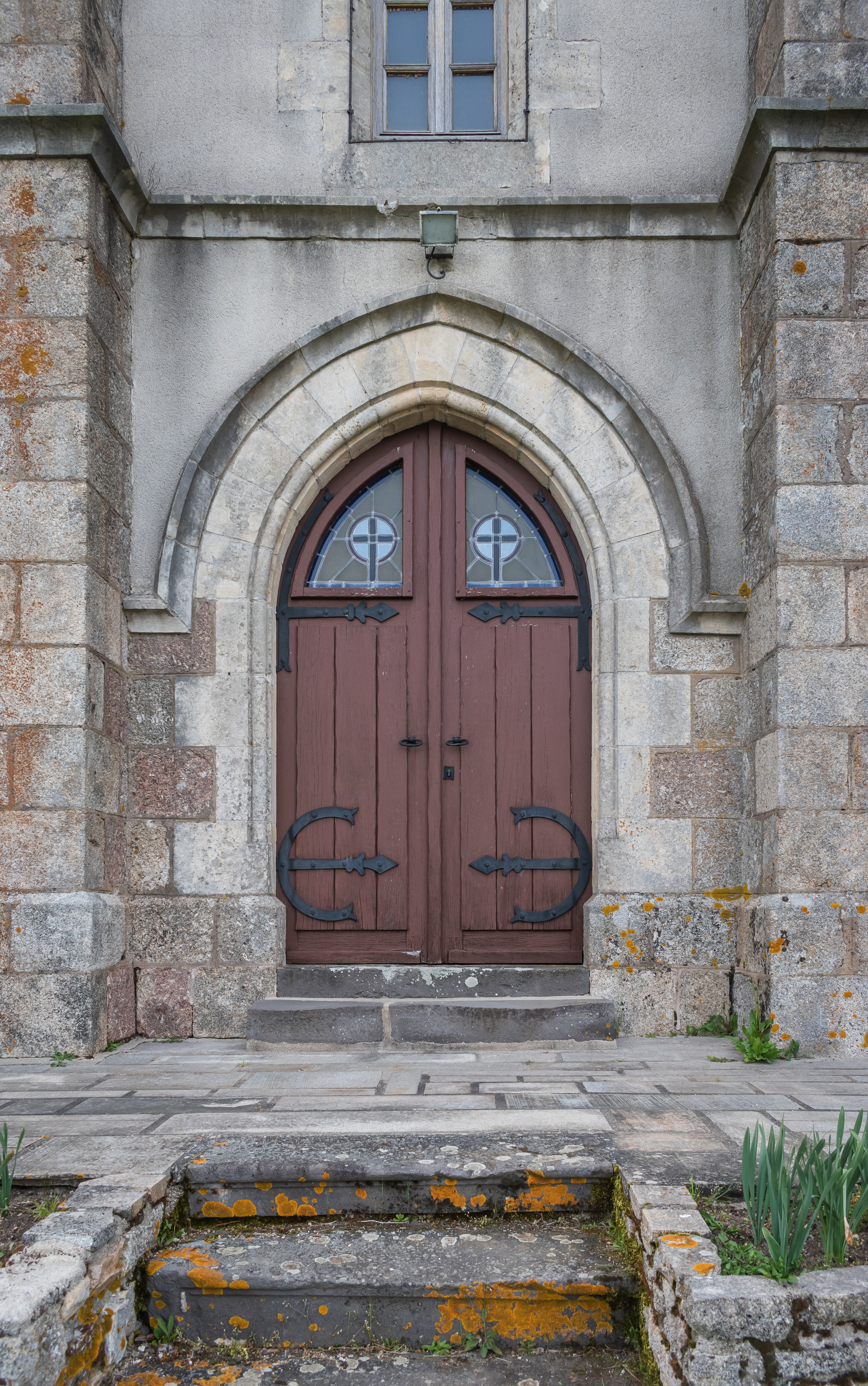

- Château de Barthillat (propriété privée) du XVIIIe siècle et réaménagé au XIXe siècle dans un style néo-médiéval avec un donjon crénelé[25].

- Circuit de randonnée du Bartillat[26].

## Pour approfondir